# Thelypteris decursive-pinnata
Thelypteris decursive-pinnata là một loài thực vật có mạch trong họ Thelypteridaceae. Loài này được (H.C. Hall) Ching miêu tả khoa học đầu tiên năm 1936.

## Hình ảnh

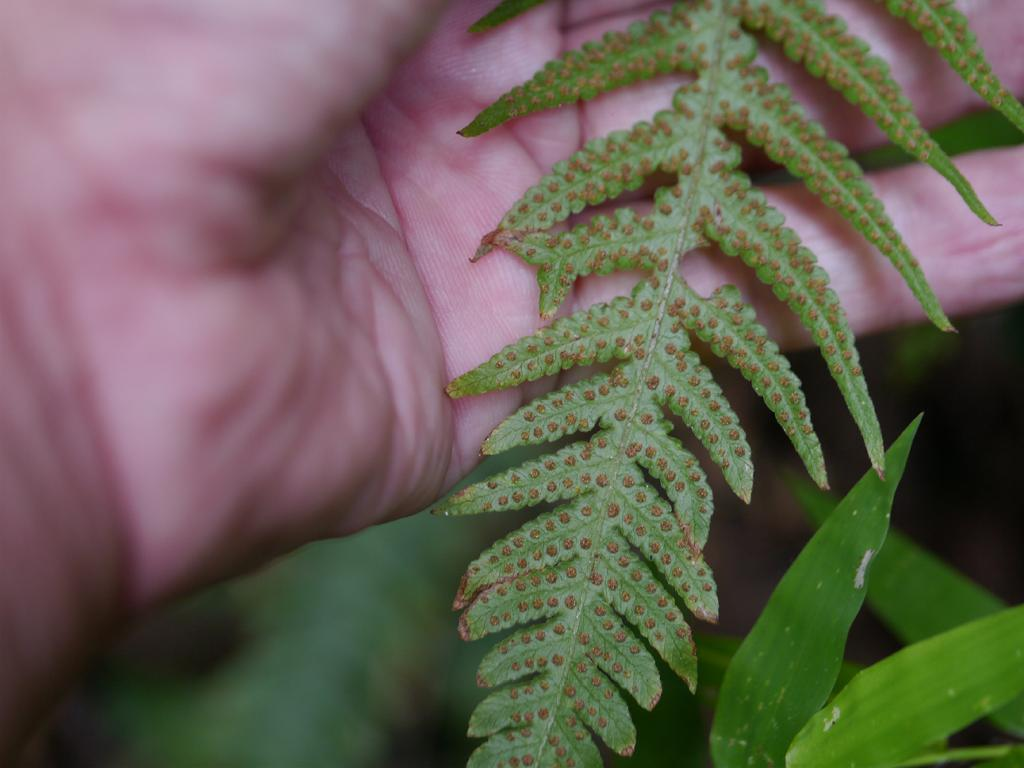